# Poison Girls
Die Poison Girls (englisch für „Giftmädchen“) waren eine englische Anarchopunkband.

## Bandgeschichte
Poison Girls wurde 1975 in Brighton gegründet. Vi Subversa (Frances Sokolov) war zum Zeitpunkt der Bandgründung bereits 42 Jahre alt und zweifache Mutter, hatte in ihrem Geburtsort Brighton und als Sozialarbeiterin in Israel gelebt. Ihr damaliger Freund Richard Famous, mit dem sie bereits eine Kabarettshow namens That Famous Subversa hatte, war als Gitarrist beteiligt. Sie selbst übernahm den Hauptgesang. Lance D’Boyle (Gary Lance Robins) war der langjährige Schlagzeuger der Band. Ein weiteres Gründungsmitglied war Bella Donna. Ursprünglich nur für einen improvisierten Theaterauftritt auf dem Edinburgh Fringe Festival gegründet, begann die Band unter dem Eindruck der aufkeimenden Punkwelle weiterzumachen. Im Laufe der Jahre war besonders der Bass ein vakanter Posten innerhalb der Band und wechselte annähernd jährlich. Am 17. März 1977 fand der erste Auftritt im Vault in Brighton statt.
Zunächst in Brighton ansässig, zog die Band bereits im August 1977 nach Burleigh House, ein besetztes Haus außerhalb von Epping in der Nähe von Essex, und damit in die Nähe des Dial House, des Kommune-ähnlichen Anwesens der Anarcho-Punk-Band Crass. Die beiden Bands waren gut befreundet, so sprach Vi Subversas Tochter „Gem Stone“ den Anfang des Stückes Reality Asylum (Single, 1978), das auch auf dem Crass-Debütalbum The Feeding of the 5000 (1978) zu finden ist. Nachdem sie zunächst die Extended Play Hex über ihr eigenes Label Xntrix Records herausgebracht hatten, nahm Crass die Band unter Vertrag. Penny Rimbaud hatte die EP bereits produziert. Auch die Produktion ihres Debütalbums Chappaquiddick Bridge übernahm er. Die LP wurde die erste Veröffentlichung auf Crass Records, die nicht von Crass selbst stammte. Im Mai 1980 erschien eine Split-7’’ mit dem Stück Persons Unknown. Crass’ Lied hieß Bloody Revolution. Es handelte sich um eine Benefiz-Single, deren Erlöse dem Aufbau eines anarchistischen Zentrums in London zugutekommen sollten. Ursprünglich sollten UB40 statt den Poison Girls die Split-Seite zur Verfügung stellen. Tatsächlich hatte der britische Geheimdienst MI5 deswegen eine Akte über die nordirische Band angelegt. Die beiden Bands traten auch häufig zusammen auf. Insgesamt sind 97 gemeinsame Gigs überliefert. Poison Girls waren auch beim Stonehenge Festival 1980 vertreten, als eine Horde von Rockern das Festival stürmte und die dortigen Punks angriff. Die Ausschreitungen sorgten auch dafür, dass weder Crass noch Poison Girls auftreten konnten. Die Band spielte außerdem eine Reihe von eigenen Gigs in Großbritannien und Umgebung. Ihr Status als Anarcho-Punkband machte sie zu einem häufigen Ziel von Angriffen aus der aufkeimenden rechten Skinheadszene um die National Front und das british Movement. So waren sie auch bei den Ausschreitungen in der Conway Hall in Holborn Opfer des Angriffs radikaler Faschisten.
1980 zog die Band gemeinsam nach Leytonstone in London, nachdem ihr besetztes Haus geräumt und abgerissen wurde. 1981 erschien das Livealbum Total Exposure, das bei ihrem letzten gemeinsamen Gig mit Crass mitgeschnitten wurde. Es folgte 1982 das Konzeptalbum What’s the Pleasure, das vom Sex handelte. Mit Songs of Praise veröffentlichten sie 1985 ihr letztes Album. Es folgten zahlreiche Tourneen und Auftritte in Europa. Als letztes erschien 1988 das Musical Aids – The Musical, zu dem die Poison Girls neun Lieder beitrugen und als Backing Band zu hören waren. Ende 1989 löste sich die Band schließlich auf. Ihr letzter Gig fand in der Universität Zagreb in Jugoslawien statt.
1995 fand sich die Band ein letztes Mal zusammen. Die Band spielte anlässlich von Via Subversas 60. Geburtstag einen letzten Gig im Londoner Astoria.
Vi Subversa starb am 19. Februar 2016 nach kurzer Krankheit. Lance d’Boyle (Gary Lance Robins) verstarb am 16. Januar 2017.

## Musik und Texte
Die Poison Girls beschrieben ihren Alltag aus einer anarchistischen Sicht. Ihre Lieder sind oft ironisch oder sarkastisch angehaucht. Hauptthema der Band war neben dem Anarchismus auch der Feminismus und Selbstbestimmung. Unter anderem setzte sich Frontfrau und Sängerin Vi Subversa für eine jederzeitige legale Abtreibung und eine Legalisierung von weichen Drogen ein. Musikalisch war die Musik sehr experimentell. Bereits ihre erste EP Hex bestand lediglich aus einem 30-minütigen Stück, das Elemente des Berliner Kabarett aus den 1930ern, Punk und verschiedene Samples aus Radio- und Telefonaufnahmen mischt. Vi Subversas Gesang war rau und verraucht. Während die nächsten Alben allerdings weiterhin klar dem Punk zuzuordnen waren, verbinden die Single Real Woman sowie ihr Abschiedswerk Songs of Praise Popmusik mit Celtic Folk, Funk und Kabarett.

## Diskografie
Alben
- 1980: Chappaquiddick Bridge (LP inkl. Flexi-7’’ Statement, Crass Records)
- 1981: Total Exposure (LP, Xntrix)
- 1982: Where’s the Pleasure (LP, Xntrix)
- 1985: Songs of Praise (LP, Xntrix)

Singles/EPs
- 1979: Hex (12’’, Small Wonder Records/Xntrix)
- 1980: All Systems Go (7’’, Crass Records)
- 1980: Bully Boys / Pretty Polly (Flexi-7’’, In the City Fanzine)
- 1983: Are You Happy Now…? (12’’/7’’, Illuminated Records)
- 1983: One Good Reason (7’’, Illuminated Records)
- 1984: I’m Not a Real Woman (12’’/7’’, Xntrix)
- 1985: The Price of Grain and the Price of Blood  (12’’, Upright Records)

Split-Veröffentlichungen
- 1979: Violence Grows (Split-12’’ mit 'Fatal' Microbes, Small Wonder Records/Xntrix)
- 1980: Persons Unknown / Bloody Revolutions (Split-7’’ mit Crass, Crass Records)
- 1982: Anarchy Live (Split-MC mit Crass, BBP Records)

Kompilationen
- 1984: 7 Year Scratch (2LP, Xntrix)
- 1995: Real Woman (CD, Cooking Vinyl)
- 1995: Statement – The Complete Recordings (4CD, Cooking Vinyl)
- 1997: Their Finest Moments (CD, Nectar Masters)
- 1998: Poisonous (2CD, Recall 2CD/Snapper Music)

Samplerbeiträge
- 1979: Closed Shop auf Labels Unlimited – The Second Record Collection (Cherry Red Records)
- 1982: Statement auf Wargasm (Pax Records)
- 1983: Take the Toys from the Boys auf Let the Children Play (Panic Records)
- 1984: The Offending Article auf Who? What? Why? When? Where? (Mortarhate Records)
- 1985: Rockface auf Communicate!!!! Live at Thames Poly (T.P.S.U. Records)
- 1985: Cry und Voodoo Pappadollar auf  Dig This: A Tribute to the Great Strike (Forward Sounds International)
- 1986: Jenny auf Safari Internacional (DRO)
- 1987:  Feeling the Pinch (Live Bakke Bydelshus Trondheim, Norway 10.03.85) auf Knall the Album (Knallsyndikatet)
- 1989: The Offending Article auf This Is the A.L.F. (Mortarhate Records)
- 1992: Promenade Immortelle  auf  A Sides Part One. 1979 / 1982 (Crass Records)